# Saint-Privé (Saône-et-Loire)
Saint-Privé település Franciaországban, Saône-et-Loire megyében. Lakosainak száma 99 fő (2022. január 1.). Saint-Privé Saint-Martin-d’Auxy, Marcilly-lès-Buxy, Le Puley, Saint-Micaud és Savianges községekkel határos.

## Népesség
A település népessége az elmúlt években az alábbi módon változott:
| Lakosok száma | 67   | 65   | 74   | 82   | 90   | 92   | 95   | 99   | 99   |
|               | 2013 | 2015 | 2016 | 2017 | 2018 | 2019 | 2020 | 2021 | 2022 |